# Septický šok
Septický šok je zdravotní stav, který nastává v důsledku závažné infekce a následné sepse. Mikrob, který ho vyvolá, může být přítomen v celém organismu nebo je lokalizován na konkrétním místě. V důsledku závažné infekce dochází k syndromu multiorgánové dysfunkce (dříve známý jako multiorgánového selhání) a smrti. Nejčastějšími oběťmi septického šoku jsou děti, imunokompromitovaní jedinci a starší lidé, protože jejich imunitní systém se hůře vyrovnává s infekcí než imunitní systém zdravého dospělého jedince. Pacienti se septickým šokem jsou nejčastěji hospitalizováni na jednotkách intenzivní péče. Smrtnost septického šoku je přibližně 25 až 50 % podle počtu selhávajících orgánů. Mortalita sepse s jedním selhávajícím orgánem pohybuje mezi 20–30 %, u dvou selhávajících orgánů dosahuje 30–40 % a při 3 selhávajících orgánech již přesahuje 70 %.

## Definice septického šoku
Podle konsensu SIRS (systemic inflammatory response syndrome), sepse, těžká sepse a MODS (syndrom multiorgánové dysfunkce) reprezentují různá stadia jednoho patofyziologického procesu. Ten začíná infekcí, která může v případě, že se s ní organismus nevyrovná, vést k systémové odpovědi – sepsi, jež může dále progredovat do těžké sepse, septického šoku, orgánových selhání a případně skončit smrtí.
Aby bylo možné stanovit diagnózu septického šoku (SIRS), musí být splněny následující specifické podmínky:
1. Musí být diagnostikovány alespoň dva z následujících bodů:
  1. Refrakterní hypotenze – hypotenze přetrvávající i přes odpovídající příjem tekutin. U dospělých je definován jako systolický tlak pod 90 mm Hg, střední arteriální tlak (Mean Arterial Pressure – MAP) pod 60 mmHg nebo pokles systolického tlaku o 40 mmHg oproti výchozí hodnotě. U dětí je to krevní tlak < standardní odchylka od normálního krevního tlaku krát 2.
  2. Tachypnoe (zvýšená frekvence dýchání) > 20 vdechů za minutu nebo, v krevní plynech, méně než 32 mm Hg pCO2
  3. Počet bílých krvinek < 4000 /mm³ nebo > 12 000 /mm³
  4. Srdeční tep > 90 tepů za minutu
  5. Tělesná teplota: buď horečka > 38,0 °C, nebo hypotermie < 36,0 °C
2. Musí být proveden důkaz infekce na základě pozitivní hemokultury. Musí být nalezeny známky pneumonie nebo jiné radiologické nebo laboratorní známky infekce.
3. Je nutné diagnostikovat příznaky orgánové dysfunkce jako je selhání ledvin, jaterní dysfunkce, změny duševního stavu, nebo zvýšení sérového laktátu.
4. Septický šok je diagnostikován v případě, že je diagnostikována refrakterní hypotenze (nízký krevní tlak, který nereaguje na léčbu). To znamená, že podávání nitrožilní tekutiny samo o sobě nestačí k udržení pacientova krevního tlaku a ten zůstává i nadále hypotenzní.

Septický šok je druh cirkulačního šoku a vyznačuje se arteriální hypotenzí, která je způsobená generalizovaným poklesem periferní rezistence. Jde v podstatě o šok distribuční. Je způsoben snížením perfúze tkání následkem ischemie a orgánové dysfunkce. Ve velkém měřítku se vyplavují cytokiny, v jejichž důsledku dochází k zánětlivé reakci s masivní vazodilatací, zvýšení propustnosti kapilár a hypotenzi. Hypotenze snižuje prokrvení tkání, dochází k tkáňové hypoxii. Ve snaze organismu vyrovnat snížení krevního tlaku dochází k ventrikulární dilataci a myokardiální dysfunkci.

## Příčiny
Pokud se prokážou bakterie nebo viry v krevním řečišti, lze hovořit o bakteriémii nebo virémii. Sepse je konstelace symptomů, které vedou sekundárně k infekci, která se projevuje jako narušení srdečního rytmu, dechové frekvence, změnami teploty a počtu bílých krvinek. Pokud se sepse zhoršuje, dochází postupně k selhání funkce orgánů (selhání ledvin, jaterní dysfunkce, porucha vědomí, nebo poškození srdce). Tento stav se nazývá těžkou sepsí. Jakmile se těžká sepse zhoršuje do bodu, kdy krevní tlak již nemůže být udržován pomocí intravenózních tekutin, pak jsou splněna kritéria pro septický šok. Do septického šoku jsou zahrnuty: zánět slepého střeva, zápal plic, bakteriémie, divertikulitida, pyelonefritis, meningitida, pankreatitida, a nekrotizující fasciitis.

## Patofyziologie
Dnes je prokázáno, že zásadní roli v rozvoji těžké sepse hrají faktory imunitní (zánětlivé) a hemokoagulační odpovědi organismu na infekci.
Většina případů septického šoku je způsobena gram-negativními bakteriemi, které produkují endotoxiny. Endotoxiny jsou bakteriální membránové lipopolysacharidy (LPS), které se stávají z toxických mastných kyselin (lipid A) tvořících dřeňovou oblast vnější membrány všech gram-negativních bakterií. Komplexní polysacharidový povlak (včetně O antigen) je unikátní pro každý druh. Analogické molekuly ve stěnách gram-pozitivních bakterií a plísní mohou také vyvolat septický šok. LPS se váže na cirkulující LPS-vazebný protein, následně se celý komplex váže na specifický receptor (CD14) na monocytech, makrofázích a neutrofilech. Zapojení CD14 vede k intracelulární signalizaci přes přidružené "toll-like receptor 4" (protein TLR-4). Tato signalizace má za následek aktivaci nukleárního faktoru kappaB (NFkappaB), pod jehož vlivem dochází k transkripci řady genů zahrnutých do zánětové odpovědi. Výsledkem je výrazná aktivaci mononukleárních buněk a syntéza účinných efektorových cytokinů. Hlavním prozánětlivým mediátorem je tumor necrosis factor α (TNF-α). TNF- α stimuluje uvolnění cytokinu interleukinu (IL) 1, destičky aktivujícího faktoru (PAF), metabolitů kyseliny arachidonové, posiluje adhezivní molekuly, dále zvyšuje aktivaci koagulace, produkci bradykininu, zapříčiňuje depresi myokardu a je odpovědný za zvýšení tělesné teploty. Mezi další prozánětlivé cytokiny patří IL-6, IL-2 a IL-8, ale vývoj a rozpoznání těchto mediátorů zdaleka není ukončen. TLR-zprostředkovaná aktivace urychluje aktivaci vrozené imunitní odpovědi, která účinně odstraňuje invazi mikrobů. Ovšem masivní produkce zánětlivých cytokinů rovněž působí na endoteliální buňky a má vliv na snížení syntézy antikoagulačních faktorů l.
Pacient většinou tuto fázi přežije a dochází ke kompenzační protireakci v důsledku aktivace protizánětlivě působících látek – např. IL-4, IL-10, antagonistů receptoru IL-1, kortizolu a adenozinu . Tato fáze se nazývá kompenzační protizánětlivá reakce – CARS (Compensatory Antiinflammatory Response Syndrome). Obě reakce jsou odpovědné za cyklický průběh sepse. Na dalším průběhu sepse se pak podílí SIRS i CARS a stav je popisován jako MARS (Mixed Antagonistic Response Syndrome). Cílem těchto procesů je udržet zánět pod kontrolou. Pokud převáží SIRS, vznikne septický šok a multiorgánové selhání. Pokud dominuje CARS, vzniká nedostatečná protiinfekční obrana. Vysoká hladina prozánětlivých cytokinů a sekundárních mediátorů má za následek systémovou vazodilataci (hypotenzi), poruchu kontraktility myokardu, rozšíření endoteliálních spojů. Obecně je akutní zánětová odpověď provázena také aktivací koagulace. Místem, které oba systémy spojuje, je endoteliální buňka. V důsledku může dojít k diseminované intravaskulární koagulaci (DIC). Hypoperfuze způsobuje multiorgánové selhání. Nedostane-li se základní infekce rychle pod kontrolu, pacient obvykle umírá.

## Epidemiologie
Incidence sepse se v posledních letech stále dramaticky zvyšuje. Celosvětově se sepse vyskytuje u více než 20 milionů případů ročně. Úmrtnost v důsledku septického šoku dosahuje až 50 % a to i v industrializovaných zemích.
Podle průzkumu amerického Centers for Disease Control and Prevention je septický šok 13. hlavní příčinou úmrtí ve Spojených státech a 1. příčinou úmrtí na jednotkách intenzivní péče. Nárůst počtu pacientů se septickým šokem je připisován zejména nárůstu počtu invazivních zdravotnických postupů a zvýšení počtu imunokompromitovaných pacientů. Stále častější používání implantátů, provádění invazivních procedur, agresivní chemoterapie u nádorových onemocnění a imunosupresivní léčba po transplantacích i v jiných indikacích zvyšují riziko vzniku virulentních infekcí a sepse. Zároveň se zvyšují počty starších pacientů v Centrech terciární péče (jako jsou například hospicová zařízení). Tato centra mají 2–4 × větší výskyt pacientů se sepsí (z nichž 75 % je získaných v nemocničním zařízení) než centra primární péče.
35 % případů septického šoku pochází z infekce močových cest, 15 % z respiračního traktu, 15 % z kůže, více než 30 % všech případů jsou idiopatického původu.

### Náklady na léčbu
Náklady na léčbu těžké sepse jsou obrovské – v našich podmínkách dosahují většinou řádu statisíců Kč, ale vzácností nejsou ani náklady několikamilionové; v západních zemích či USA mohou být i násobně vyšší.

## Léčba
Léčba musí být intenzivní a musí být zahájena včas. Léčba primárně sestává z následujících kroků.
1. Dodávání kyslíku a podpora dýchacích cest.
2. Doplňování cirkulujícího objemu infúzemi.
3. Brzké nasazení antibiotik.
4. Rychlá identifikace ložiska patogenních mikroorganismů a jeho kontrola.
5. Podpora hlavních selhávajících orgánů.